# Günther Maas
Günther Maas (ur. 15 listopada 1941 w Schwalbach) – zachodnioniemiecki zapaśnik walczący w obu stylach. Olimpijczyk z Monachium 1972, gdzie zajął ósme miejsce w kategorii 48 kg w stylu klasycznym. 
Zdobył siedem tytułów mistrza Niemiec w latach 1969-1972 i 1976.
- Turniej w Monachium 1972

Przegrał z Japończykiem Kazuharu Ishidą i Iranczykiem Rahimem Aliabadim.